# کمای همصدا

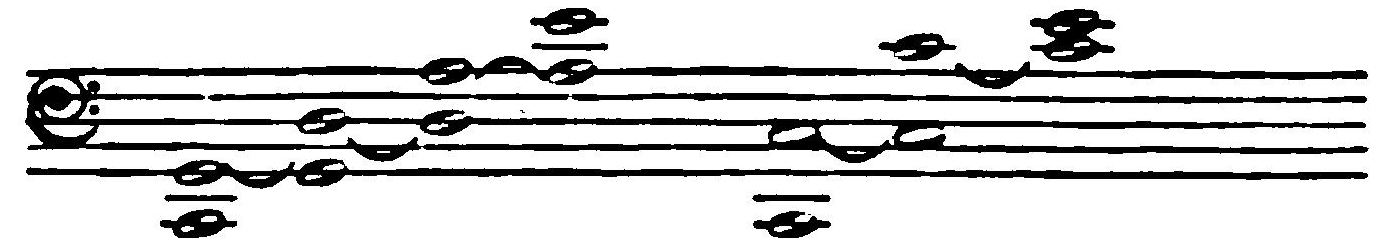
نموداری از دو روش کوک کردن یک نت. نت پایه در هر دو روش نت «دو» است. در اینجا نماد کلید فا برعکس چیزی است که امروزه متداول است؛ این تصویر از کتابی مربوط به قرن نوزدهم برداشت شده‌است. (برای توضیح به متن مراجعه کنید)

کمای همصدا، کمای سنتونیک (انگلیسی: syntonic comma) یا کمای متداول فاصلهٔ بین دو نت همصدا است که با دو روش مختلف و با استفاده از روش‌های کوک مبتنی بر اعتدال میانگین کوک شده باشند.

## محاسبه
دو ساز را در نظر بگیرید که در هر دوی آن‌ها یک نت پایه کوکی دقیقاً یکسان دارد؛ مثلاً نت دو با بسامد ۲۶۱٫۶۳ هرتز. حال می‌خواهیم در هر دو ساز، نت بعدی را روی می در دو اکتاو بالاتر کوک کنیم. فرض کنید در ساز اول، ابتدا دو اکتاو بالاتر می‌رویم و بعد یک فاصلهٔ سوم درست به آن اضافه می‌کنیم. در ساز دوم، به جای این کار، از نت پایه چهار فاصلهٔ پنجم درست بالاتر می‌رویم. نتیجهٔ این دو روش با هم از نظر بسامد با هم تفاوتی جزئی خواهد داشت؛ این تفاوت جزئی یک «کمای همصدا» نامیده می‌شود.
دلیل وجود تفاوت بین دو روش آن است که در روش نظام کوک خالص، فاصلهٔ سوم بزرگ برابر است با تغییر بسامد صدا به نسبت ۵:۴، و فاصلهٔ اکتاو (هشتم درست) مترادف با نسبت ۲:۱ است، در نتیجه در روش  اول بسامد نت دوم چنین محاسبه می‌شود:
{\displaystyle 261.63\times 2\times 2\times {\frac {5}{4}}=261.63\times 5=1308.15Hz}
حال آن که در همین روش، فاصلهٔ پنجم درست مترادف با نسبت ۳:۲ در تغییر بسامد است، لذا بسامد نت دوم چنین محاسبه خواهد شد:
{\displaystyle 261.63\times {\frac {3}{2}}\times {\frac {3}{2}}\times {\frac {3}{2}}\times {\frac {3}{2}}=261.63\times {\frac {81}{16}}=1324.50\ Hz}
فاصلهٔ این دو صدا، که نسبتی دقیقاً برابر به ۸۰:۸۱ دارد، یک کمای همصدا نام می‌گیرد.
- صدای نت «دو» با بسامد ۲۶۱٫۶۳ هرتز
- صدای نت «می» کوک شده با روش اول، با بسامد ۱۳۱۸٫۱۵ هرتز
- صدای نت «می» کوک‌شده با روش دوم، با بسامد ۱۳۲۴٫۵۰ هرتز